# Faithful Forever
Faithful Forever ist ein Lied aus dem Soundtrack des Zeichentrickfilms Gullivers Reisen aus dem Jahr 1939. Liedtext und Komposition sind eine Gemeinschaftsarbeit der Komponisten und Liedtexter Ralph Rainger und Leo Robin. Gesungen wird der Song im Film von Jessica Dragonette (Prinzessin Glory von Liliput) und Lonny Ross (Prince David von Blefuscu). Gullivers Reisen war der erste abendfüllende Zeichentrickfilm, der nach Kriegsende in Deutschland ins Kino kam.
Die Geschichte des Liedes in Kurzform: Als der Prinz eines Landes sich mit der Prinzessin eines anderen Landes vermählen will, sind sowohl der Vater des Prinzen, als auch der Vater der Prinzessin der Meinung, dass ihre Landeshymne nach der Trauung erklingen müsse. Das Lied des einen Landes heißt Faithful (Getreu), das Lied des anderen Landes Forever (auf ewig). Als der Streit zwischen den Königen wegen Uneinigkeit in einen Krieg mündet, findet Gulliver letztendlich eine Lösung, indem er vorschlägt, dass der Prinz und die Prinzessin jeweils das Lied ihres Landes singen und dabei die Zeilen miteinander kombinieren, woraus dann das neue Lied Faithful Forever entsteht.
1940 war Faithful Forever in der Kategorie „Bester Song“ für einen Oscar nominiert. Die Auszeichnung ging jedoch an Harold Arlen für sein Lied Over the Rainbow aus dem Musicalfilm Der Zauberer von Oz.

## Coverversionen
Gecovert wurde der Song beispielsweise von Michael Omartian, Guy Lombardo, Don Robertson sowie dem österreichischen Tenor Richard Tauber.
Faithful Forever war 1939 in der Version von Glenn Miller 11 Wochen auf Platz 5 der US-Billboard Charts.

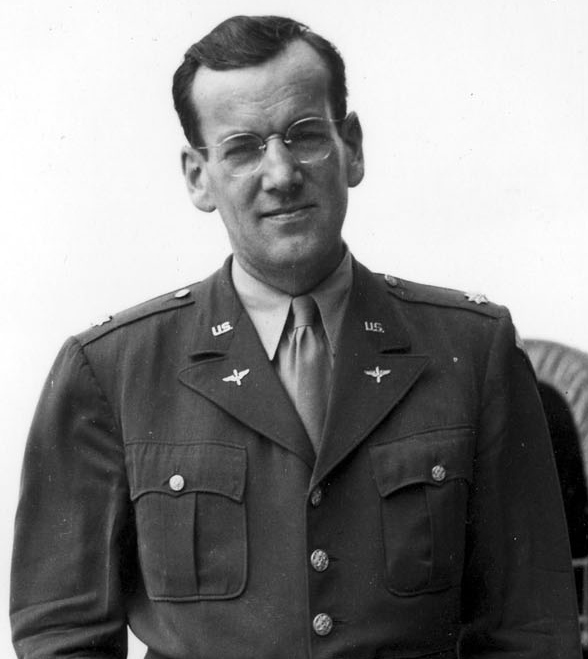
Glenn Miller, dessen Version von Faithful Forever besonders erfolgreich war

Bei den 100 Top Songs des Jahres 1939 steht Faithful Forever in der Version von Glenn Miller mit 109 Punkten (von möglichen 200) auf Platz 57.
Der Jazz-Diskograph Tom Lord listet neun Coverversionen des Titels im Bereich des Jazz, u. a. von Bob Zurke, Benny Goodman, Woody Herman/Will Bradley, Peter Kreuder (1940) und Chuck Berghofer (2008).